# Prosper Friob
Prosper Albert Nicolas Friob (Roodt, 3 juni 1902 – Luxemburg-Stad, 21 december 1995) was een Luxemburgs kunstschilder, beeldhouwer en docent.

## Leven en werk
Prosper Friob werd geboren in Roodt, niet ver van de grens met België. Hij was een zoon van douanier Nicolas Friob en Mathilde Ferres. Hij kreeg zijn artistieke opleiding aan de Koninklijke Academie voor Schone Kunsten in Brussel, de Akademie der bildenden Künste in Wenen en de Académie Julian in Parijs. Hij werd in 1935 aangesteld als tekendocent aan het meisjeslyceum in Esch-sur-Alzette, in 1945 aan het meisjeslyceum in de stad Luxemburg. In 1966 ging hij met pensioen.
Hij was vooral schilder landschappen en mensfiguren, vaak clowns, en werkte in olieverf en pastel. Friob maakte daarnaast beeldhouwwerk en was actief als vioolbouwer. Hij exposeerde in binnen- en buitenland. Zijn werk werd al vroeg in zijn carrière goed ontvangen; de Luxemburger Wort noemde hem "ein Küstler von Formatt" (1932) en het Escher Tageblatt stelde dat hij "heute zu unsern Besten [Künstler] zählt" (1934).
Prosper Friob werd benoemd tot ridder in de Orde van de Eikenkroon. Hij overleed op 93-jarige leeftijd en werd begraven in Hollerich.
- Musée national d'archéologie, d'histoire et d'art: lkl004087